# Nodilittorina mespillum
Nodilittorina mespillum är en snäckart som först beskrevs av Megerle von Muhlfeld 1824.  Nodilittorina mespillum ingår i släktet Nodilittorina och familjen strandsnäckor. Inga underarter finns listade i Catalogue of Life.